# Rakolnok vára
Rakolnok vára (horvátul: Tvrđava Rakovec) egy várhely Horvátországban, a Zágráb megyei Rakovec településen.

## Fekvése
Rakovec központjától délkeletre, a Vrbovecre vezető út kanyarulatának északi oldalán állt.

## Története
Rakolnok várát 1204-ben említik, amikor Imre király Márton bánnak adta. 1244-ben egy bizonyos Vogenislavot rakolnoki kenézként említenek, valószínűleg ő volt az őse a rakoveci Pucsich családnak, mely több mint két évszázadig volt itt birtokos. 1440-ben Pucsich Mátyás a birtok felét a Cilleieknek engedte át. 1454-ben maga a város is Cillei Ulrik birtokába került, de 1460-ban özvegye Brankovics Katalin más birtokaival együtt a cseh származású Vitovecz János bánnak adta. Ezután Vitovecz fiainak a birtoka, akiktől hűtlenség címén Hunyadi Mátyás elvette, majd később királyi adományként Corvin János kapta meg. 1531-ben az uradalom birtokosa Zrínyi Miklós lett és 160 évig a család birtokában maradt. 1560-ban a horvát szábor megerősítését rendelte el. 1562-ben a szábor úgy határozott, hogy az uradalomnak tíz katonát kell kiállítania és a királyi had teljes élelmiszer készletét ide kell összegyűjteni. A még ebben az évben bekövetkezett török támadásban a környéken csak Rakolnok várát nem támadta és később sem foglalta el. A Wesselényi-féle összeesküvés bukása után Zrínyi Pétert kivégezték és birtokait elkobozták. Ekkor az uradalom felerészben a zágrábi káptalané lett, míg másik fele Zrínyi Miklós özvegye Draskovich Mária Eusebia és fia Ádám birtoka maradt. Zrínyi Ádám 1691-ben elesett a szalánkeméni csatában, birtoka a kincstárra szállt. 1710-ben az uradalmat Patacsich Boldizsár vásárolta meg. 1755-ben a Mária Terézia adóemelési rendelete hatására felizgatott parasztok gyújtották fel a várat, mely után már nem építették újjá. Köveit a lakosság építkezéseihez hordta szét. A második világháborúig egyetlen kút maradt a helyén, melyet a nép Zrínyi-kútnak (Zrinski zdenac) nevezett. Mára felszíni nyoma sem maradt. 